# Jacek Osiewalski
Jacek Jakub Osiewalski (ur. 6 sierpnia 1956 w Krakowie) – polski ekonomista, profesor nauk ekonomicznych.

## Życiorys
W 1980 ukończył studia na Akademii Ekonomicznej w Krakowie, podejmując pracę na tej uczelni. W 1984 obronił pracę doktorską na AE w Krakowie, po czym w 1985 został zatrudniony jako adiunkt. Habilitował się na AE w Krakowie w 1991 w oparciu o rozprawę pt. Bayesowska estymacja i predykcja dla jednorównaniowych modeli ekonometrycznych. W 2002 otrzymał tytuł profesora nauk ekonomicznych. W 1994 objął stanowisko profesora nadzwyczajnego Akademii Ekonomicznej, w 2003 zaś powołano go na profesora zwyczajnego w Katedrze Ekonometrii AE, przekształconej następnie w Uniwersytet Ekonomiczny w Krakowie.
W pracy naukowej zajął się głównie modelowaniem ekonometrycznym oraz teorią wnioskowania statystycznego. Jego dorobek naukowy to kilkadziesiąt publikacji w czasopismach naukowych (tj. m.in. „Journal of Econometrics”, „Biometrika”, „Economic Letters”, „European Economic Review”) oraz autorstwo lub współautorstwo kilkunastu pozycji książkowych. Otrzymał tytuł „Fellow of Journal of Econometrics”. Był promotorem 17 doktoratów, m.in. Anny Pajor.
Współpracował m.in. z Uniwersytetem w Tilburgu, był wykładowcą na uczelniach Hiszpanii, Francji, Belgii, Kanadzie i USA. Autor lub współautor ponad 150 publikacji naukowych. Członek Collegium Invisibile. Powoływany m.in. na przewodniczącego Komitetu Statystyki i Ekonometrii Polskiej Akademii Nauk oraz Komisji Nauk Ekonomicznych Polskiej Akademii Umiejętności. W 2007 dołączył do Rady Naukowej Narodowego Banku Polskiego.

## Odznaczenia
Odznaczony Złotym Krzyżem Zasługi (2001) oraz Krzyżem Kawalerskim Orderu Odrodzenia Polski (2012).